# Louis Faidherbe
Louis Léon César Faidherbe (3 de junio de 1818, Lille - 28 de septiembre de 1889, París) fue un gobernador del Senegal francés (1854-1861, 1863-1865) y fundador del imperio colonial de Francia en África.
Faidherbe fue formado como ingeniero militar y prestó servicio en Argelia y Senegal antes de volverse gobernador colonial de este último. Alarmado por el creciente poder del líder islámico El Hadj Umar Tall, tomó la ofensiva, repeliendo a ʽUmar Tal, subyugando a las tribus moriscas del norte y transformando su colonia en la autoridad dominante de la región. En 1857 fundó la capital de Dakar.
En París, una estación de la línea 8 del metro lleva su nombre. 
- Datos: Q545751
- Multimedia: Louis Faidherbe / Q545751